# Ramsgate (stacja kolejowa)
Ramsgate – stacja kolejowa w Ramsgate, w hrabstwie Kent, w Anglii, w Wielkiej Brytanii. Stacja znajduje się na Chatham Main Line, 127 km na wschód od stacji Victoria, i na Ashford to Ramsgate (via Canterbury West) line. Pociągi są obsługiwane przez Southeastern.
W roku statystycznym 2021/2022 z usług stacji skorzystało ok. 1 006 648 pasażerów.